# Hviezdoslavov vodopád
Hviezdoslavov vodopád je ledovcový vodopád ve Vysokých Tatrách v okrese Poprad na severním Slovensku.

## Charakteristika
Nachází se v Bielovodské dolině a jeho podloží je tvořené granodiority. Vodopád vytváří Zelený potok, který je nad ním v nadmořské výšce 1575 m široký 2 m. Je vysoký přibližně 20 m.

## Přístup
Nedaleko vodopádu prochází  modrá turistická značka přístupná veřejnosti v období od 16. června do 31. října. Výstup po ní je možný:
- ze severu od Lysé poľany a trvá asi 3,5 hodiny,
- z jihu existují dvě značené přístupové cesty:
  - od Zbojnícke chaty ve Velké Studené dolině přes sedlo Prielom trvá výstup 3 hodiny,
  -  Po zelené turistické značce od Sliezského domu ve Velické dolině přes sedlo Poľský hrebeň na modrou turistickou značku a poté po ní trvá výstup rovněž 3 hodiny.